# 李光前 (1917年)
李光前（1917年—1949年10月25日），字帆夫，湖南平江人，畢業於中央軍校第十六期步科，歷練排、連、營、副團長晉升至團長。
1949年10月25日，在古寧頭之戰中，率領第十九軍第十四師四十二團反攻古寧頭時，為激勵士兵們向前，衝鋒後遭遇解放軍砲火擊中陣亡，時年三十二歲，陣亡時階級為中校代團長，中華民國政府追贈為上校。
1976年，金門防衛司令部司令夏超轉呈民意，由國防部核准追晉李光前為少將。
戰後，金門縣軍民為紀念他，將金門縣行政中心金城鎮市區新築的道路命名為「光前路」、金沙鎮一處行政村改名為「光前村」，尤其是西浦頭村民更是興建「李光前將軍廟」，稱之為「金門守護神」，現今廟址即是其阵亡之處，地方百姓自行追晉李光前為少將，2013年追晉為中將。

## 外部連結
- 金門縣政府網頁 - 李光前將軍廟 （页面存档备份，存于）